# Vatunki (halvö)
Vatunki är en halvö i Finland.   Den ligger i landskapet Norra Österbotten, i den centrala delen av landet, 600 km norr om huvudstaden Helsingfors.